# CANDYMAN (ザ・コレクターズのアルバム)
『CANDYMAN』（キャンディマン）は、日本のロックバンド、ザ・コレクターズ(THE COLLECTORS)のメジャー7作目のオリジナル・アルバム。

## 概要
前作『UFO CLUV』から丁度1年3ヶ月ぶりにリリースされたオリジナル・アルバムである。吉田仁をプロデューサーに迎えて作られたアルバムは今作で2作品目。
シングル「MOON LOVE CHILD」と同時発売された。
2004年にザ・コレクターズのアルバム11作品が紙ジャケ仕様でリマスタリングされ、再発売された中の1つである。この作品の再発盤にはボーナストラックが3曲収められている。収録時間は通常盤の55分に対し、再発盤は72分にわたる。通常盤と再発盤ではジャケット・デザインが異なる。

## 収録曲
- 作詞・作曲：加藤ひさし (#7以外)、小里誠(#7)
- リード・ボーカル：加藤ひさし (#7以外)、小里誠(#7)

1. キャンディマン
2. MOON LOVE CHILD
4thシングル
3. 真夜中の太陽
4thシングルのB面に収録
4. プリティ・ガール
5. 雨のうた
6. 愛ゆえに
7. レイニーデイマン
8. ザ・バラッド・オブ・ロンサム・ジョージ
9. 恋をしようよ
10. ハッピー!ハッピーバースディ パーティー
11. Rock'n Roll Star
12. ネイビーブルー

紙ジャケット再発盤ボーナス・トラック
1. SUMMER OF LOVE
2. 茂みの中の欲望 -Here We Go Round The Mulberry Bush-
3. 明治通りをよこぎって